# Robot Trains
 (novembre 2017).
Si vous disposez d'ouvrages ou d'articles de référence ou si vous connaissez des sites web de qualité traitant du thème abordé ici, merci de compléter l'article en donnant les références utiles à sa vérifiabilité et en les liant à la section « Notes et références ».
Robot Trains (로봇트레인) est une série télévisée d'animation sud-coréenne en 84 épisodes de onze minutes produite par 4th Creative Party (AZworks) et CJ E&M, diffusée depuis le 26 février 2015 sur SBS.
En France, la série est diffusée depuis Octobre 2016 sur Piwi+ et Gulli. Elle reste inédite dans les autres pays francophones.
Au Brésil, la série est diffusée en streaming par SBT Vídeos , Discovery Kids Plus et Amazon Prime

## Synopsis
"Le Monde des Trains" est un lieu où tous les habitants sont des trains. Parmi eux, certains des trains peuvent se transformer en robots : les Robot Trains. Nous y suivons les aventures de nos 5 héros aux pouvoirs spéciaux : Kay, Alf, Duck, Selly et Victor. Les Robot Trains sauront-ils sauver Le Monde des trains des forces du mal ?
Kay a le pouvoir d'ouvrir des tunnels spatio-temporels entre les continents du Monde des Trains, chaque continent étant une étoile. Alors qu'il en construit un vers un monde inconnu, il est trahi par son partenaire, Karl, qui veut lui voler son moteur. Il parvient à le neutraliser, mais le combat a endommagé la fontaine d'énergie qui alimente le monde connu et plusieurs tunnels se sont fermés, bloquant certains trains, notamment Alf et Victor, dans leurs secteurs. Seul Kay peut rouvrir les tunnels. Malheureusement, il a perdu la mémoire à la suite de l'affrontement et doit tout réapprendre s'il veut sauver ses amis. Mais le temps presse : une menace inconnue, sous la forme d'un mystérieux virus, plane sur le Monde des Trains.

## Personnages

### Principaux
- Kay : Est le personnage principal de la série. C'est un robot-train bleu dont la locomotive ressemble à un cockpit d'avion. Il dispose de nombreuses capacités - dont la principale est d'ouvrir des tunnels - qu'il doit apprendre à remaîtriser s'il veut remplir sa mission. L'objectif qu'il s'est fixé est de relier tous les mondes existants. C'est le plus rapide des trains connus.
- Alf : Est un robot-train rouge. Il est l'assistant technique et le meilleur ami de Kay. Il est également chargé de protéger le monde de la montagne des avalanches. Son principal gadget est un lance-grappins.
- Duck : Est un robot-train amphibie jaune dont la locomotive imite un bec de canard. Son gadget est un canon à eau. Malgré son apparente maladresse et son manque de courage, il peut se montrer très utile dans des situations critiques.
- Selly : Est un robot-train mécanicien rose. C'est elle qui répare les autres trains en cas de panne. Elle est toujours accompagnée d'un petit robot autonome : Becky. Outre ses qualités de réparatrice, elle peut aussi produire des bombes magnétiques, très utiles lors des combats.
- Victor : Est un robot-train bleu nuit et jaune. Son nez évoque un réacteur d'avion qui tourne quand il parle et peut générer un vent puissant. C'est un train très fort et très expérimenté. Il a été le professeur de plusieurs autres trains et est donc respecté dans la communauté.
- Karl : Est un robot-train noir dont la locomotive évoque celle d'un train à grande vitesse. Très puissant, il possède de nombreux gadgets - dont certains servant au combat - mais le principal est un skate-bord appelé Delta Planche. Est-ce la jalousie qui l'a poussé à attaquer Kay, ou bien y a-t-il une raison plus inquiétante ?

### Autres
- Jeffrey est un robot-train vert visiblement âgé. Il est le meneur des trains quand Kay n'est plus en mesure d'assurer sa tâche.
- Becky est un petit robot autonome rose et blanc qui ne s'exprime qu'en répétant son nom. Doté d'un scanner, il aide Selly à analyser les problèmes. Bien qu'il fasse partie de l'équipement de Selly, il n'en a pas moins sa propre personnalité.

## Distribution

### Voix originales
Kay : Bill Rogers
Alf : Ken Spassione, Jr.
Duck : Anthony Haden Salerno
Selly : Carrie Savage
Jeffrey : Joe Rodriguez
Becky : Carrie Savage
Duke : Ken Spassione, Jr.

### Voix françaises
- Kay : François Santucci
- Alf : Sylvain Agaesse
- Karl : Frédéric Souterelle
- Selly : Zina Khakhoulia
- Duck : Adrien Larmande
- Jeffey : Benoît Allemane
- Becky : Emmylou Homs

- Version Française : VSI Paris - CHINKEL S.A.(saison 1) V.O.A (saison 2)
- Direction artistique : Marie-christine Chevalier(saison 1) Marie Bureau (saison 2)
- Adaptation : Audrey Péon (saison 1) David Sauvage (saison 2)
- Enregistrement : Jonathan Leriche
- Mixage : Vivien Berry 
Saison 2 enregistrée chez VOA. Adaptation signée David Sauvage. Direction artistique : Marie Bureau.

 Source et légende : version française (VF) sur RS Doublage

## Épisodes

### Saison 1 (2015)
1. L'aventure commence
2. Un train maléfique
3. Mémoire perdue
4. Le voleur d'énergie
5. Plus vite !
6. Mission de sauvetage
7. La montagne glacée
8. Kay et Alf
9. Une amitié retrouvée
10. La force de traction
11. L'entraînement de Kay
12. Le secret d'Alf
13. Un invité surprise
14. Une victoire toute proche
15. La course des robots trains
16. La finale
17. Le réveil de Karl
18. Le courage de Kay
19. Le retour de Victor
20. Une journée avec Victor
21. Le secret du train Alpha
22. La mémoire de Karl
23. Face au virus
24. Un entraînement particulier
25. Le tunnel du temps
26. Un autre monde
27. Victor en danger
28. L'héroïsme de Karl
29. Une amitié en danger
30. L'attaque du virus
31. Le combat contre les clones
32. Le nouveau monde

### Saison 2 (2018)
1. SOS ! Que quelqu'un vienne m'aider !
2. La Waterpark ouvre ses portes !
3. Kevin réalise son rêve !
4. Pas de souci, Génie mène l'enquête !
5. Les super-pouvoirs de Maxie !
6. Victor, le romantique !
7. X
8. X
9. X
10. X
11. Kay va vite secourir Duck
12. Maxie et les insectes font ami-ami
13. Becky a disparu Retrouvons-la
14. Ah tu nous manques tellement Tony
15. Cours, Luca, cours !
16. Bienvenue chez les Railwatch, José !
17. Victor, plus fort que jamais !
18. Le festival annuel du feu d'artifice
19. Une ombre dans l'obscurité ! Train X !
20. Une incroyable découverte !
21. Entrée interdite pour Kay !
22. Chaud et froid pour Moris !
23. Partons à la chasse aux fantômes !
24. Un entraînement extrême !
25. Alf pris au piège !
26. Kay contre Duke ! Qui est le plus rapide ?
27. The New Beginnings
28. Kay's Moon Basement Part 1
29. Kay's Moon Basement Part 2
30. The Christmas Programarty
31. Welcome Back Kay
32. Let's Go To Kay's World
33. Kay's World Globe Mission
34. The Mystery Island